# Форстен, Айно Рейнгольдовна
Айно Рейнгольдовна Форстен (урождённая Райнио; 2 апреля 1885, Маариа, Або-Бьёрнеборгская губерния — 27 ноября 1937, Петрозаводск) — финский политический деятель и педагог. Депутат парламента Финляндии от Социал-демократической партии с 1916 по 1918 год. После Гражданской войны в Финляндии в 1918 году бежала в Советский Союз, где была расстреляна во время Большого террора в 1937 году.

## Биография

### Ранние годы
Родилась в бедной крестьянской семье в муниципалитете Маария на юго-западе Финляндии. После начальной школы жила в Турку и в 1904 году, вступила в социал-демократическую партию. Два года спустя Форстен переехала в Пори, где ее брат Иван Райнио работал газетчиком в местной рабочей прессе. Сначала работала продавщицей, но вскоре была нанята агитатором социал-демократов. Она стала одной из ведущих социалисток в районе Пори и была наиболее известна своей работой для работниц и их семей. В 1909 году вышла замуж за почтальона Вернера Карловича Форстена (1885—1956), который также был членом Социал-демократической партии.

### Гражданская война и жизнь в Советском Союзе
Форстен была избрана в парламенте Финляндии на выборах 1917 года от избирательного округа Сатакунта. Во время Гражданской войны 1918 года Форстен была членом Центрального рабочего совета Финляндии. Её муж остался в Пори как один из местных лидеров Красной гвардии. После войны белые начали казнить красных лидеров, и семья Форстен решила бежать в Советскую Россию. В июле 1918 года они поселились в Петрограде, где Форстен работала бухгалтером Коммунистической партии Финляндии. Партия была создана беженцами в Москве в августе 1918 г.
В 1920 году Айно и Вернер Форстен переехали в Советскую Карелию. Айно Форстен работала воспитателем для взрослых в Петрозаводске и Калевале, а затем в 1930—1936 годах руководителем Петрозаводской финской школы для девочек. Вернер Форстен был заместителем наркома экономики Карельской АССР и председателем Калевальского уездного совета.

### Гибель
Айно и Вернер Форстен были арестованы во время Большого террора в июле 1937 года по обвинению в контрреволюционной националистической деятельности. Вернер Форстен был приговорен к 8 годам принудительных работ, а Айно Форстен была приговорена к смертной казни в ноябре 1937 года и казнена. Её муж пережил сибирские лагеря и был освобожден из Красноярска в 1946 году. Айно и Вернер Форстен были реабилитированы после смерти Сталина в 1955 г.